# 남아프리카고슴도치
남아프리카고슴도치(Atelerix frontalis)는 고슴도치과에 속하는 포유류의 일종이다. 앙골라와 보츠와나, 레소토, 나미비아, 남아프리카공화국 그리고 짐바브웨에서 발견된다.